# Port lotniczy Bydgoszcz-Szwederowo

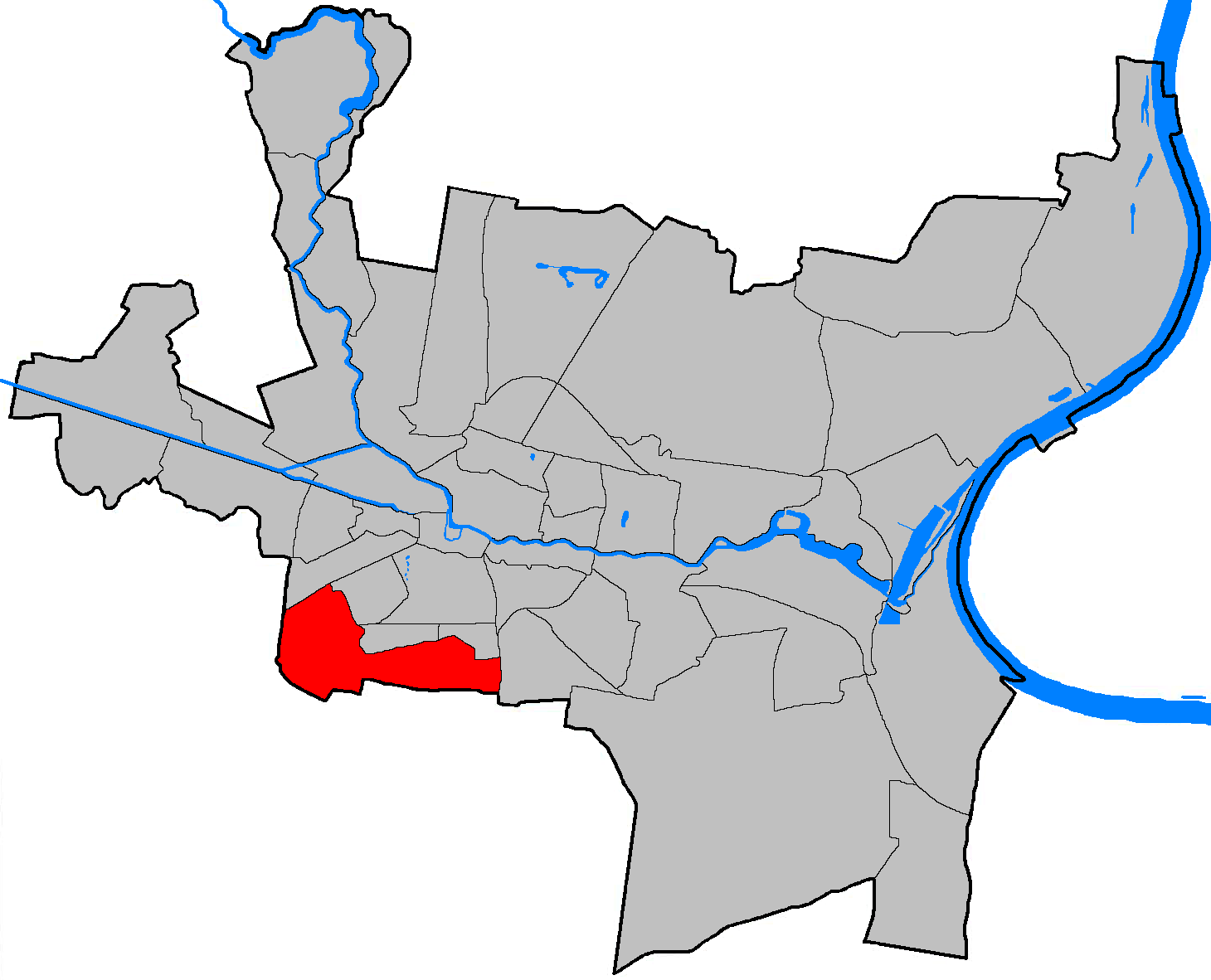
Mapa lokalizacyjna osiedla Lotnisko w Bydgoszczy. Na zaznaczonym obszarze znajduje się port lotniczy, lotnisko wojskowe, Wojskowe Zakłady Lotnicze nr 2 oraz Lotnisko Bydgoszcz-Biedaszkowo

Międzynarodowy Port Lotniczy im. Ignacego Jana Paderewskiego Bydgoszcz (kod IATA: BZG, kod ICAO: EPBY) (ang. Bydgoszcz I.J. Paderewski Airport) – międzynarodowy port lotniczy zlokalizowany około 3 km od centrum Bydgoszczy, znany jako Port lotniczy Bydgoszcz.
Na dzień 1.11.2023 bydgoski port lotniczy jest 10. pod względem wielkości ruchu portem lotniczym w Polsce. Posiada 6 stałych kierunków: 5 połączeń międzynarodowych oraz 1 połączenie krajowe. W 2008 MPL Bydgoszcz zanotował najwyższy wzrost ilości odprawionych pasażerów ze wszystkich lotnisk w Polsce wynoszący 54,07% w stosunku do 2007.
Właścicielami portu lotniczego są: samorząd województwa kujawsko-pomorskiego (ok. 67% udziałów), miasto Bydgoszcz (23%), Państwowe Porty Lotnicze (7%) oraz 12 innych akcjonariuszy.

## Położenie
Port lotniczy w Bydgoszczy im. I.J. Paderewskiego znajduje się w południowo-zachodniej części Bydgoszczy, w odległości 3 km od centrum miasta, częściowo w obrębie gminy Białe Błota. Od południa, wschodu i zachodu otoczone jest Puszczą Bydgoską, a od północy graniczy z bydgoskimi osiedlami: Szwederowo i Górzyskowo. Powierzchnia portu lotniczego wynosi 146 ha, a długość pasa startowego 2,5 km.

## Terminal
Terminal w Bydgoszczy ma powierzchnię ok. 7 tys. metrów kwadratowych, przepustowość 500 tys. osób rocznie. Posiada też 7 stanowisk odprawy. 3 gate’y – dwa międzynarodowe ze stanowiskami kontroli paszportowej oraz jeden do obsługi ruchu Schengen.

## Historia

### Początki w okresie I wojny światowej
Pomysł założenia lotniska w Bydgoszczy powstał w niemieckim dowództwie wojskowym w czasach, gdy dopiero próbowano wykorzystywać samoloty do celów wojskowych. Pierwsza korespondencja władz wojskowych z magistratem Bydgoszczy na temat wykupu terenów pod lotnisko datuje się na 1911. W 1913 wybrano pole ćwiczeń Grenadierów Konnych (późniejsze polskie pole ułańskie – od lat 60. XX w. osiedle Błonie), położony na północ od szosy szubińskiej. Próby założenia na tym terenie lotniska oraz budowę hangaru przerwał wybuch I wojny światowej. Do planów władze niemieckie powróciły w 1916. Tym razem pod lotnisko wybrano teren po południowej stronie ul. Szubińskiej (tzw. Müllershof – polskie Biedaszkowo).
Magistrat wykupił na Biedaszkowie około 112 hektarów gruntu, gdzie w latach 1916–1917 urządzono pole wzlotów, zbudowano 10 stalowych, oszklonych hangarów, bocznicę kolejową połączoną z linią Bydgoszcz – Inowrocław, hamownię, koszary, warsztaty, magazyny, mieszkania dla oficerów, biura sztabu i inne pomieszczenia. Pole wzlotów dla samolotów było trawiaste i miało powierzchnię ok. 88 ha.
W 1917 na lotnisku stacjonował niemiecki Lotniczy Oddział Zapasowy nr 13 (niem. Flieger Ersatz Abteilung nr 13), który liczył 14–16 samolotów, 10 oficerów i 100 osób obsługi naziemnej. Na miejscu znajdowała się szkoła obserwatorów lotniczych. Po wybuchu powstania wielkopolskiego (grudzień 1918) dwóch pilotów Polaków (Antoni Bartkowiak i Alojzy Błażyński), którzy służyli w jednostce, dokonało ucieczki do wielkopolskich oddziałów powstańczych.

### Okres międzywojenny
W styczniu 1920, po ratyfikacji traktatu wersalskiego, Bydgoszcz wróciła do Polski. Władze polskie przejęły lotnisko wraz z budynkami i infrastrukturą, natomiast sprzęt został wywieziony przez Niemców. Na lotnisko, które zaliczało się do najlepiej wyposażonych w kraju, przebazowano w 1920 jednostki z Poznania: 10 Eskadrę Wywiadowczą (12 samolotów typu Breguet) oraz 15 Eskadrę Myśliwską (12 samolotów typu Spad i Fokker), które wysłano wkrótce na front wojny polsko-bolszewickiej. Eskadry bojowe trafiły do Bydgoszczy ponownie w 1921 (13 Eskadra Myśliwska) i w 1939 w przeddzień kampanii wrześniowej (46 i 49 Eskadra Towarzysząca).
Od 1921 lotnisko mieściło ośrodki szkolące kadry lotnicze – pilotów i mechaników. Pierwszą szkołą, jaką ulokowano na lotnisku bydgoskim była I Szkoła Lotników, przeniesiona w sierpniu 1920 z Dęblina. II Szkoła Lotników powstała w wyniku przeniesienia Krakowskiej Szkoły Pilotów. Pod koniec 1920 w wyniku połączenia powyższych jednostek powstała Bydgoska Szkoła Pilotów. Od 1927 funkcjonowało Centrum Wyszkolenia Podoficerów Lotnictwa, w ramach której szkolono w pilotażu podoficerów i szeregowych w Centralnej Szkole Podoficerów Pilotów Lotnictwa i podoficerów personelu technicznego w Centralnej Szkole Mechaników Lotniczych.
W latach 1930–1938 na bydgoskim lotnisku funkcjonowała Szkoła Podoficerów Lotnictwa dla Małoletnich szkoląca pilotów, mechaników lotniczych, strzelców pokładowych i radiotelegrafistów, a w latach 1933–1936 Szkoła Techniczna Podchorążych Lotnictwa. W 1934 funkcjonujące na lotnisku szkoły lotnicze skupiono w Centrum Wyszkolenia Technicznego Lotnictwa, w 1937 przekształcone w Centrum Wyszkolenia Lotnictwa Nr 2.
Wiosną 1939 do struktur Bazy Lotniczej „Bydgoszcz” przebazowano Detaszowany Dywizjon Lotniczy. W ramach Dywizjonu uruchomiono także jedyny w Polsce Wojskowy Ośrodek Spadochronowy w Bydgoszczy, w celu kształcenia żołnierzy pierwszych polskich jednostek powietrznodesantowych.
Łącznie w okresie międzywojennym wyszkolono na lotnisku bydgoskim ok. 1000 oficerów, podoficerów i szeregowych. Do bardziej znanych absolwentów szkół bydgoskich należeli:
- Stanisław Płonczyński (1922) – pilot komunikacyjny, sportowy i wojskowy; trzykrotnie uczestniczył w Międzynarodowych Zawodach Turystycznych Challenge (1930,1932,1934).
- Franciszek Żwirko (1923) – porucznik pilot Wojska Polskiego, pilot sportowy, wraz z inżynierem Stanisławem Wigurą zwycięzca zawodów Challenge 1932, związany rodzinnie z Bydgoszczą.
- Bolesław Orliński (1923) – pułkownik pilot Wojska Polskiego, w 1926 dokonał lotu Warszawa – Tokio – Warszawa (10 300 km) samolotem Breguet 19, pilot doświadczalny; oblatywał jako pierwszy wszystkie kolejne myśliwce PZL; dowódca Dywizjonu Bombowego 305 w Wielkiej Brytanii (1944–1945).
- Jerzy Bajan (1924) – kapitan pilot Wojska Polskiego, zwycięzca wraz z mechanikiem sierż. Gustawem Pokrzywką w Challenge 1934 w Warszawie.
- Stanisław Skarżyński (1925) – pułkownik pilot Wojska Polskiego, kawaler Orderu Virtuti Militari, w 1931 dokonał lotu dookoła Afryki, był pierwszym Polakiem, który przeleciał Ocean Atlantycki, prezes Aeroklubu Polskiego (1938)
- Stanisław Rogalski (1925) – inżynier i konstruktor lotniczy, współzałożyciel spółki konstruktorskiej RWD
- Zygmunt Puławski (1927) – pilot, inżynier i konstruktor lotniczy, twórca serii polskich myśliwców i nowych rozwiązań w lotnictwie, m.in. podwozia nożycowego oraz tzw. mewiego płata zastosowanego w polskich samolotach myśliwskich PZL P.1 i PZL P.6.
- Karol Pniak (1930) – latał w akrobacyjnej „trójce krakowskiej”, w czasie II wojny światowej zestrzelił 7 samolotów niemieckich,
- Michał Cwynar, Adolf Pietrasiak, Mieczysław Adamek, Jakub Bargiełowski, Kazimierz Wünsche (1933–1937) – absolwenci Szkoły Podoficerów Lotnictwa dla Małoletnich, piloci Wojska Polskiego, asy myśliwskie Polskich Sił Powietrznych na obczyźnie

Oprócz szkół wojskowych, w warsztatach na terenie lotniska w latach 1924–1930 szkolono uczniów pierwszej w kraju Cywilnej Szkoły Mechaników Lotniczych, której bursę w 1928 otwierał prezydent II RP Ignacy Mościcki. Od 1933 do 1963 funkcjonowała także pod Bydgoszczą Fordońska Szkoła Szybowcowa, która w okresie międzywojennym wykształciła ok. 10% pilotów szybowcowych w Polsce, a po wojnie kolejne 4211 absolwentów.

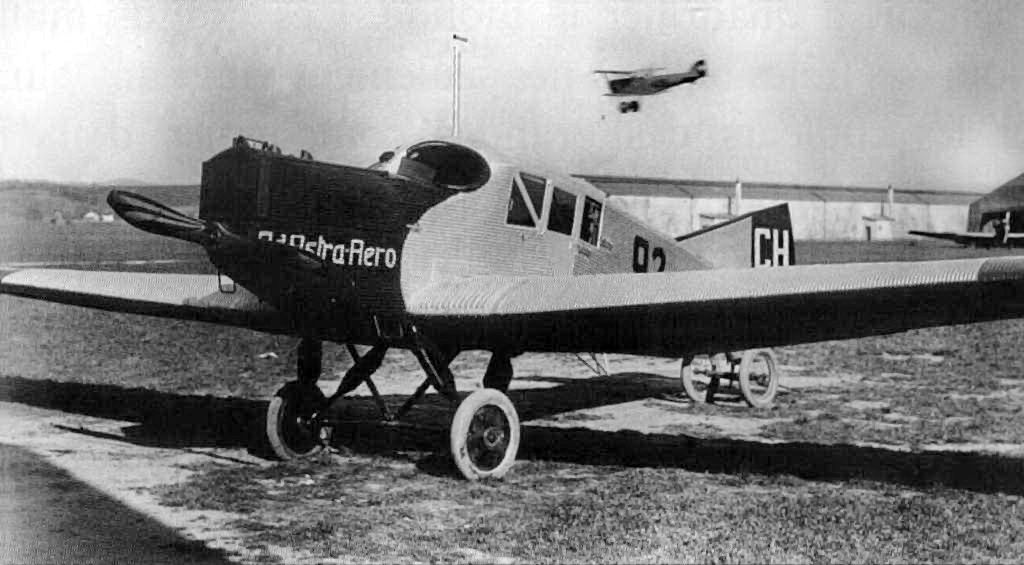
Samolot Junkers F 13 obsługujący pasażerskie loty z Bydgoszczy w latach 1929–1933

Również na w okres międzywojenny przypada początek regularnych połączeń lotniczych z Bydgoszczy do innych miast i krajów. Polskie Linie Lotnicze LOT korzystały z lotniska dzięki uprzejmości władz wojskowych, korzystając z wojskowych pomieszczeń dla potrzeb pasażerów i obsługi oraz miejsc postojowych dla samolotów. 1 czerwca 1929 o 10:00 odleciał z Bydgoszczy pierwszy rejsowy samolot do Poznania, który przyleciał wcześniej z Gdańska. Od tej pory do listopada 1929 oferowano codzienne połączenia z Poznaniem i Gdańskiem. W celu ich uruchomienia Ratusz wykupił za 160 tys. zł dwa udziały w LOT, stając się współwłaścicielem linii. Po zawieszeniu połączenia Poznań – Gdańsk władze Bydgoszczy zawarły z LOT-em porozumienie o uruchomieniu komunikacji z Warszawą. Samoloty latały co dzień, z wyjątkiem niedziel. Na bydgoskim lotnisku lądowały też samoloty, które dalej leciały do Gdańska. Również i te połączenia były deficytowe, dlatego ich częstotliwość zmieniała się w zależności od sezonu, np. zimą loty Warszawa – Bydgoszcz – Gdańsk realizowane były we wtorki, czwartki i soboty, a w przeciwną stronę w poniedziałki, środy i piątki.
Następnie Bydgoszcz stała się stacją przesiadkową na trasie Wilno – Gdańsk – Warszawa – Katowice. Z komunikacji lotniczej korzystały najczęściej osoby odbywające podróże służbowe, czyli przedstawiciele władz i wojskowi. Latano wówczas samolotami Junkers F 13 z 1919 z 4 miejscami dla pasażerów; w 1929 PLL „Lot” posiadał ich 13. Odprawa odbywała się w północno-wschodniej części pola wzlotów w murowanym wojskowym hangarze. Wcześniej pasażerowie – głównie urzędnicy i wojskowi – zbierali się w hotelu Pod Orłem, gdzie znajdowało się biuro LOT i kasa biletowa, czynna także w niedzielę. Bilet do Poznania kosztował 28 zł, do Gdańska 36 zł, a Warszawy 54 zł, przy średniej pensji wynoszącej w latach 30. XX wieku od 200 do 250 złotych. Wysokie ceny nie pokrywały jednak kosztów przelotu (od 1000 do 1500 złotych), do których LOT musiał dopłacać. Pasażerów spod hotelu dowoził na lotnisko autobus LOT-u, wjeżdżający przez bramę od strony ul. Inowrocławskiej. Planowanej na 1931 budowy cywilnego dworca lotniczego nie zrealizowano.
W 1930 utrzymywano tylko połączenie z Warszawą. Na tej linii 27 lipca 1931, koło Kaszczorka pod Toruniem po awarii silnika przymusowo lądował i rozbił się pasażerski Junkers F 13 SP-MC „Cezar” (nr fabr. 627) lecący z Bydgoszczy do Warszawy; pilot i jedyny pasażer – oficer 3. Pułku Artylerii Polowej – zostali ranni. W październiku 1931 dla potrzeb połączenia z Gdańskiem uruchomiono oddział celny na bydgoskim lotnisku. Latem 1932 zawieszono nierentowne połączenie z Warszawą, a w maju 1933 z Gdańskiem. Ostatecznie połączenia pasażerskie LOT-u zawieszono 11 września 1933. Ogółem w okresie międzywojennym Port Lotniczy w Bydgoszczy obsłużył 3300 samolotów, 5495 pasażerów (z czego 1517 w 1929), 143156 kg bagażu i towaru oraz 6620 kg poczty i czasopism. Pod względem przewozów, w portach lotniczych Polski, lotnictwo bydgoskie uplasowało się za Wilnem (3,5 tys. samolotów, 14,5 tys. pasażerów) i przed Łodzią (859 samolotów i 2,0 tys. pasażerów). W tym czasie (od 1 czerwca 1929 do 11 września 1933) Bydgoszcz utrzymywała bezpośrednio lub pośrednio połączenie lotnicze z miastami w Polsce (Warszawa, Katowice, Kraków, Lwów, Poznań, Gdańsk) i Rumunii (Bukareszt, Gałacz).

### Okres II wojny światowej
Podczas okupacji niemieckiej na bydgoskim lotnisku szkolono rekrutów Luftwaffe. W latach 1940–1941 stacjonował tu 52. Lotniczy Pułk Szkolny (niem. Flieger-Ausbildungs-Regiment 52), a w latach 1942–1945 Uzupełniający Dywizjon Rozpoznania Taktycznego (niem. Ergänzungs-Nahaufklärungsgruppe). W 1941 wybudowano betonowy pas startowy. Podczas okupacji działała w Bydgoszczy Konspiracyjna Szkoła dla Małoletnich Lotnictwa kierowana przez komendanta pilota Benedykta Dąbrowskiego. Młodzież tej szkoły zdobyła szturmem lotnisko tuż przed wkroczeniem Armii Radzieckiej do miasta. W lutym i marcu 1945 z lotniska bydgoskiego prowadziła działania bojowe nad Pomorzem 4 Pomorska Mieszana Dywizja Lotnicza oraz pułki lotnicze radzieckich 4. i 16. Armii Lotniczych.

### Okres 1945–1989
Po II wojnie światowej na lotnisku stacjonowało szereg jednostek polskiego Lotnictwa Wojskowego: 5 Pułk Lotnictwa Szturmowego (1945–1946) i 4 Pułk Lotnictwa Szturmowego (1945–1950). Po rozbudowie lotniska na początku lat 50. sformowano w Bydgoszczy 15. Dywizję Lotnictwa Bombowego (w składzie: 7 Pułk Lotnictwa Bombowo-Rozpoznawczego i 33 Pułk Lotnictwa Bombowego) oraz przebazowano 4 Pułk Lotnictwa Szturmowego (1953–1957) oraz 3 Pomorski Lotniczy Pułk Szkolno-Bojowy. Ten ostatni stacjonował tu do 1991 zmieniając kilkakrotnie nazwy i dysponując m.in. samolotami: Ił-2, Ił-10, MiG-15, MiG-17, Lim-6, od lat 60. – Su-7, a w latach 80. TS-11 Iskra.
Od 1957 do 2007 w Bydgoszczy miało siedzibę dowództwo 2. Korpusu Obrony Powietrznej wraz z 43. Eskadrą Lotniczą dla jej potrzeb łącznikowych, a w latach 1949–1991 na potrzeby dowództwa Pomorskiego Okręgu Wojskowego stacjonowała 10 Eskadra Lotnictwa Łącznikowego tzw. „saska”. W Bydgoszczy stacjonowały także: 2 Brygada Radiotechniczna (1974–2006) i 2 Węzeł Łączności (1969–2007).
W 1945 założono na terenie lotniska wojskowego w Bydgoszczy Wojskowe Zakłady Lotnicze nr 2, które swymi korzeniami sięgały Lotniczych Warsztatów Polowych z okresu międzywojennego. W zakładach przeprowadzano remonty samolotów wojskowych, z napędem tradycyjnym i odrzutowym, m.in. Su-22, MiG-29, a od 2010 samolotów wielozadaniowych F-16. W związku z rozwojem zakładów i jednostek wojskowych, w latach 60. lotnisko wzbogacono m.in. trzykilometrowy pas startowy oraz zaplecze koszarowe i logistyczne, a w połowie lat 70. przy lotnisku zbudowano ok. 30 schronohangarów dla ciężkich samolotów myśliwsko-bombowych Su-7.

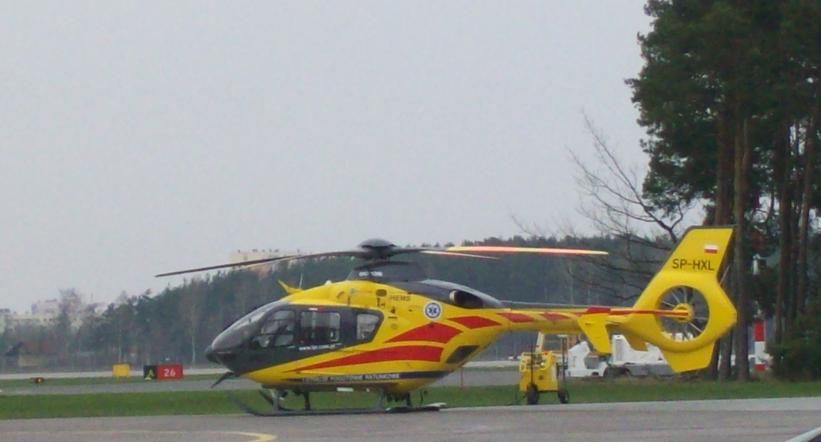
Śmigłowiec Lotniczego Pogotowia Ratunkowego

Jedną z unikatowych jednostek lotniczych jakie powstały w Bydgoszczy w latach powojennych był Zespół Lotnictwa Sanitarnego (Lotnicze Pogotowie Ratunkowe), powstały w 1955 jeden z czterech w kraju obok Kielc, Lublina i Katowic. Placówka miała do swej dyspozycji 6 lotnisk: w Bydgoszczy, Fordonie, Toruniu, Inowrocławiu, Grudziądzu i Lisich Kątach. W Lotniczym Pogotowiu Ratunkowym w Bydgoszczy od 1 maja 1971 pracował Jan Wróblewski, wybitny sportowiec, dwukrotny mistrz świata w szybownictwie.
Okres powojenny charakteryzował się również rozwojem cywilnych, regularnych połączeń lotniczych z Bydgoszczy z ośrodkami w kraju i zagranicy. Regularne połączenia były okresowo zawieszane w okresach przełomów politycznych, stanu wojennego 1981–1983 i w okresie kryzysu gospodarczego w latach 80. XX w.
W kolejnych latach PLL LOT utrzymywał następujące połączenia:
- 1945–1948 – nieregularne loty do Warszawy i Koszalina oraz na linii okrężnej Warszawa – Olsztyn – Gdańsk – Bydgoszcz – Warszawa[6],
- 1948–1958 – loty regularne do Warszawy i Gdańska,
- 1969–1981 – loty regularne do Warszawy, sezonowe do Gdańska i Poznania oraz towarowe.

W latach 1969–1981 na lotnisku funkcjonował cywilny port lotniczy PLL LOT. Najdłużej funkcjonującym i eksploatowanym połączeniem z tych lat było Bydgoszcz – Warszawa.

### Okres po 1989

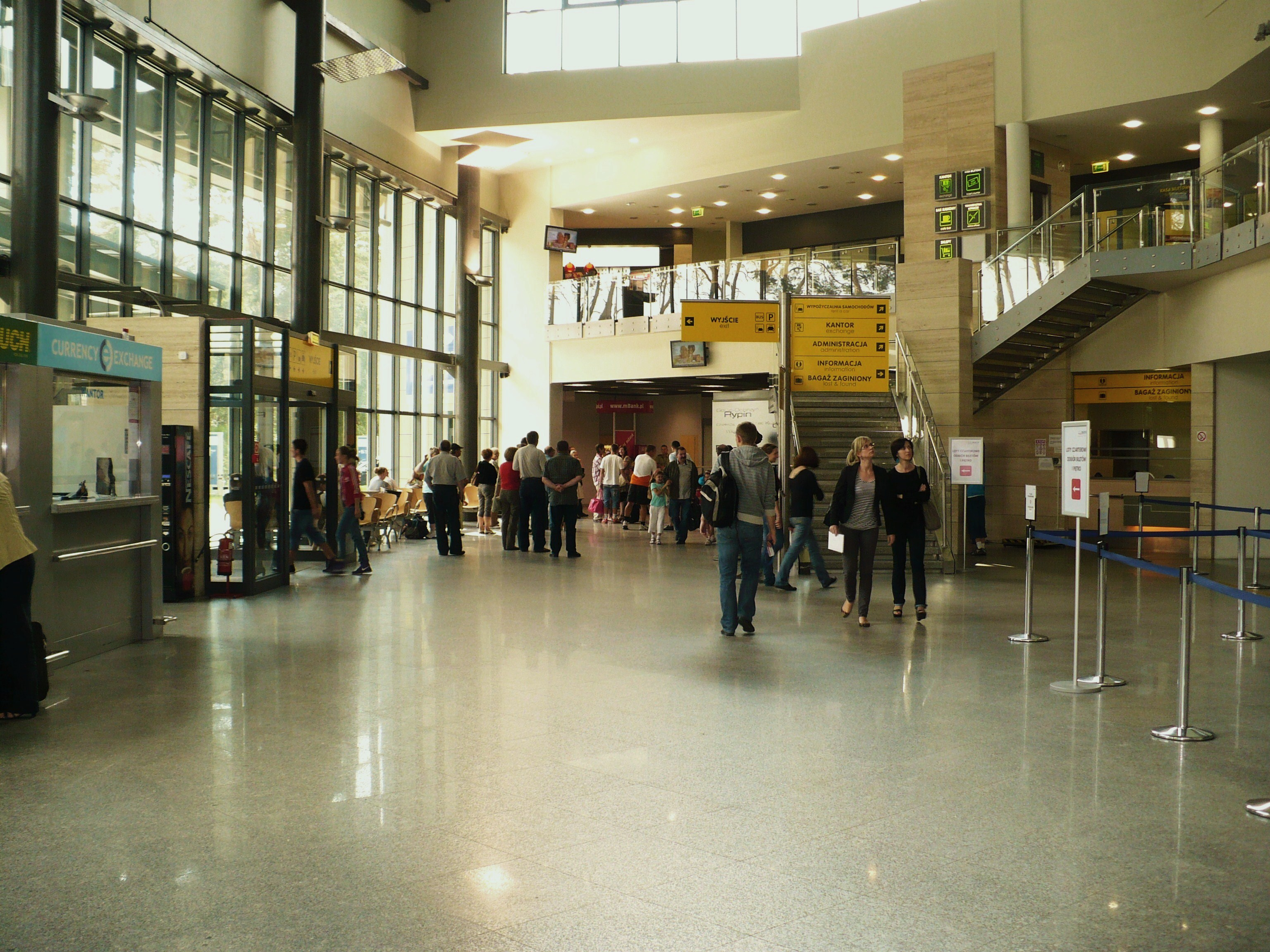
Wnętrze terminala pasażerskiego

W latach 1991–2010 funkcje logistyczne na rzecz jednostek lotniczego garnizonu Bydgoszcz pełniła 2. Baza Lotnicza „Bydgoszcz”. Zadania transportowe, łącznikowe i ratownicze wykonywała 2 Eskadra Lotnictwa Transportowo-Łącznikowego, a w jej składzie jedyna w Polsce Lotnicza Grupa Poszukiwawczo-Ratownicza.
Reaktywowanie cywilnego portu lotniczego w Bydgoszczy nastąpiło w 1992 w efekcie dokonujących się w kraju przemian gospodarczych. W celu uruchomienia lotniska powołano wówczas Bydgoską Korporację Lotniczą Sp. z o.o., która funkcjonowała do czerwca 1995, kiedy to została przekształcona w spółkę akcyjną Port Lotniczy Bydgoszcz S.A. W 1992 reaktywowano cywilne połączenia czarterowe (Grecja), a od 1996 uruchomiono regularne loty do Warszawy i nieregularne do Szczecina. Początkowo pasażerów odprawiano w tymczasowych pomieszczeniach z kontenerów zlokalizowanych w części lotniska od strony ul. Kujawskiej. 1 maja 2004 został oddany do użytku budynek nowego terminala pasażerskiego. Zarządca portu otrzymał tytuł Firmy roku 2003 za wkład w rozwój regionu i regionalnego transportu lotniczego. 31 stycznia 2004 została wręczona przedstawicielom zarządcy statuetka Polskiego Klubu Biznesu. Przy lotnisku nadal funkcjonowała wojskowa baza lotnicza oraz Lotnicza Grupa Poszukiwawczo-Ratownicza. Od listopada 2004 cywilny port lotniczy nosi imię Ignacego Jana Paderewskiego.
Znaczącym osiągnięciem spółki było przekształcenie lotniczego portu regionalnego w Bydgoszczy w Międzynarodowy Port Lotniczy. Od 2005 okresowo funkcjonowały międzynarodowe połączenia do Dublina, Liverpoolu, Düsseldorfu Weeze, Birmingham, East Midlands i Bristolu. 30 października 2005 uruchomiono pierwsze stałe, codzienne połączenie międzynarodowe z Londynem Stansted. Z usług portu lotniczego korzystały linie: LOT, Ryanair, Jet Air.
Bydgoskie lotnisko uzyskało koncesję Ministra Transportu i Gospodarki Morskiej oraz certyfikat Polskie Świadectwo Kwalifikacyjne wydany przez Główny Inspektorat Lotnictwa Cywilnego i certyfikat lotniska użytku publicznego upoważniający do zarządzania lotniskiem w rozumieniu Ustawy Prawo Lotnicze z 2002.
10 marca 2008 nowym udziałowcem spółki Port Lotniczy Bydgoszcz SA została austriackie przedsiębiorstwo Meinl Airports International Ltd. (MAI), które zobowiązało się zainwestować 23,5 miliona euro w rozbudowę lotniska. W pierwszej fazie, MAI otrzymał pakiet akcji równy 24,9%, a docelowo objął 49% akcji. Tym samym lotnisko w Bydgoszczy zostało pierwszym i jedynym portem lotniczym w Polsce, gdzie udziały miał zagraniczny inwestor. W styczniu 2009 austriackie przedsiębiorstwo Meinl Airports International Ltd. sprzedało pakiet akcji (48,98%) Portu Lotniczego Bydgoszcz niemieckiemu przedsiębiorstwu Airport Internacional, a w 2010 większościowy pakiet akcji zakupił od niej samorząd województwa kujawsko-pomorskiego (za ok. 4 mln euro – ale nie więcej niż 16,5 mln zł). 26 października 2010 Urząd Lotnictwa Cywilnego wydał certyfikat cargo na obsługę towarów i poczty oraz na obsługę materiałów niebezpiecznych.
9 lutego 2011 odprawiony został milionowy, a 3 października 2018 trzymilionowy pasażer linii lotniczej Ryanair w bydgoskim porcie. W październiku 2012 oficjalnie liczba pasażerów przekroczyła 300 tys. pasażerów. Władze dotują przewoźników poprzez reklamy (w 2012 prawie 22 zł na osobę, trzyletni kontrakt to ponad 13,8 mln zł).
W listopadzie 2013 LOT zaprzestał realizacji połączenia pomiędzy Bydgoszczą a Warszawą, co oznaczało, że z lotniska odbywały się regularnie wyłącznie loty za granicę. Decyzja ta została podjęta pomimo protestów miejscowych parlamentarzystów, wskazujących na wzrost ruchu pasażerskiego na tej trasie o 27% w ciągu 2 lat. Na skutek działań Urzędu Marszałkowskiego (dotacja dla przewoźnika), kierunek ten przywrócono 14 kwietnia 2014, jednak z uwagi na niską frekwencję 13 marca 2015 nastąpiło jego zawieszenie. Kierunek warszawski został uruchomiony ponownie dopiero w 2019.
Od końca marca 2015 odbywają się loty linii lotniczej Lufthansa do Frankfurtu. Początkowo 4 dni w tygodniu, od listopada 2016 rejsy odbywały się codziennie.
W sezonie letnim 2018 z lotów czarterowych skorzystało prawie 34 960 pasażerów, co oznacza wzrost o 107 proc. w stosunku do 2017. Był to jak do tej pory najlepszy wynik w tej kategorii w historii bydgoskiego lotniska. Realizowano wówczas loty do Antalyi, Burgas, na Korfu i Zakynthos. 2018 zakończył się historycznym dla lotniska wynikiem – przekroczono liczbę 400 tysięcy odprawionych podróżnych (dokładnie 413 245).
W 2019 z lotów czarterowych skorzystało 42 514 osób, czyli o 21,6 proc. więcej niż w 2018. Największą popularnością cieszyły się rejsy do tureckiej Antalyi, następnie do Burgas w Bułgarii i na greckie wyspy Zakynthos i Kretę.
W 2019 ogłoszono przetarg na budowę nowego lądowiska Lotniczego Pogotowia Ratunkowego w miejscowości Niwy przy drodze krajowej nr 5 w rejonie węzła drogowego „Bydgoszcz Północ”, gdzie w latach 2019–2020 powstały: budynek biurowo-socjalny, pokój operacyjny, hangar na śmigłowiec, pomieszczenie warsztatowe, podziemny zbiornika paliwa lotniczego oraz miejsce postojowe dla śmigłowca ze strefą końcowego podejścia i startów. Działka pod inwestycję została zakupiona pod koniec 2017 za ponad 1 mln zł. W rezultacie od 25 listopada 2020 bydgoska baza Lotniczego Pogotowia Ratunkowego (jedna z 21 baz HEMS – Śmigłowcowej Służby Ratownictwa Medycznego), wykorzystująca śmigłowce typu Eurocopter EC 135, przestała użytkować lotnisko w Bydgoszczy.
Z powodu pandemii koronawirusa COVID-19, od 14 marca 2020, kiedy odleciał ostatni samolot do Londynu-Stansted, funkcjonowanie lotniska zostało zawieszone. Od 16 marca do 10 maja 2020 na lotnisku wykonano 72 starty i lądowania (wobec 603 w 2019), co oznaczało spadek operacji lotniczych o 88,1 proc. Spadek ten był niższy niż przeciętna dla trzynastu polskich lotnisk regionalnych (–92,5 proc.), na których wykonano zaledwie 2683 starty i lądowania, tj. o 33 079 mniej w porównaniu z podobnym okresem roku poprzedniego. W tym czasie odprawiono: w kwietniu – 3 pasażerów, w maju – 14, w czerwcu – 125. Regularny ruch lotniczy wznowiono 1 lipca 2020 lotem z Londynu-Stansted. W ciągu pierwszego miesiąca po wznowieniu ruchu na lotnisku odprawiono 8863 pasażerów (spadek w stosunku do 2019 o 81 proc. z poziomu 47160) i przeprowadzono 621 operacji lotniczych, w sierpniu 2020 odprawiono 18171 pasażerów (spadek o 38 procent) wykonując 1018 operacji lotniczych (spadek o 25 procent), a we wrześniu 2020 15919 pasażerów (spadek o blisko 62%) i 878 operacji lotniczych (spadek o 22%). Ogółem 2020 zamknięto liczbą 127 959 pasażerów, co oznacza spadek o 69,9%.
16 października 2020 na budynku terminalu odsłonięto tablicę upamiętniającą spotkanie Jana Pawła II z kilkuset tysiącami pielgrzymów na lotnisku w Bydgoszczy w czerwcu 1999.
Rozprzestrzeniania się pandemii COVID-19 spowodowało zawieszenie lotów z Wielkiej Brytanii od 22 grudnia 2020, a następnie całkowite zawieszenie połączeń od 11 stycznia do 27 marca 2021 (ostatni lot do Londynu miał miejsce 10 stycznia 2021). W rezultacie w styczniu odprawiono 1710 pasażerów (spadek o blisko 95%) i wykonano 153 operacje lotnicze, w lutym 47 pasażerów i 206 operacji lotniczych, a w marcu 638 pasażerów i 296 operacji. 28 marca 2021 wznowiono loty do Warszawy.
18 czerwca 2021 uruchomione zostało bezpośrednie połączenie sezonowe linii lotniczych LOT do Krakowa. Loty były realizowane 2 razy w tygodniu do 10 września 2021.
15 lutego 2022 uruchomiono w porcie oddział celny z 17 funkcjonariuszami.
18 czerwca 2022 uruchomione zostało połączenie linii lotniczych LOT do Krakowa. Loty będą realizowane 2 razy w tygodniu – we wtorki i soboty do 29 października, natomiast od 30 października loty na tej trasie będą się odbywać w piątki i niedziele.
20 września 2022 irlandzkie linie lotnicze Ryanair ogłosiły, iż od 31 października 2022 uruchomione zostanie połączenie do Bristolu. Loty odbywają się z częstotliwością dwóch rejsów w tygodniu, w poniedziałki i piątki.
22 września 2022 węgierskie linie lotnicze Wizz Air ogłosiły uruchomienie połączenia do Londynu Luton. Loty odbywają się od 14 grudnia 2022 z częstotliwością dwóch lotów w tygodniu, w środy i niedziele.

## Linie lotnicze i połączenia

### Kierunki rozkładowe
| Linia lotnicza | Kierunek                                                                          |
| -------------- | --------------------------------------------------------------------------------- |
| LOT            | 1. Warszawa-Chopin Sezonowo: 1. Kraków                                            |
| Lufthansa      | 1. Frankfurt                                                                      |
| Ryanair        | 1. Alicante 2. Birmingham 3. Bristol 4. Dublin 5. Londyn-Luton 6. Londyn-Stansted |

### Kierunki czarterowe
| Kierunek |
| --- |
| 1. Marsa Alam 2. Marsa Alam 3. Heraklion 4. Rodos 5. Antalya 6. Palma de Mallorca 7. Burgas 8. Pafos 9. Enfidha |

Legenda:

 kierunki regularne

Legenda:

 kierunki regularne

## Rys techniczny
Lotnisko przygotowane jest do przyjęcia i obsługi samolotów pasażerskich, transportowych oraz wojskowych o ile wymagają rozbiegu lub dobiegu w granicach 2500 metrów. Droga startowa ma długość 2500 m, szerokość 60 m i nośność PCN 70 F/B/X/T, drogi trawiaste posiadają nośność MTOM 5700 kg.
Lotnisko ma w swoim wyposażeniu:
- świetlne pomoce nawigacyjne:
  - na kierunku 26, system podejścia w układzie Calverta (825 m), LIH, 3 stopni intensywności.
  - na kierunku 08, uproszczony system podejścia „krzyż” (420 m), LIH, 5 stopni intensywności.
  - na kierunkach 26 oraz 08, światła PAPI 3, 5 stopni intensywności.
- radiowe pomoce nawigacyjne:
  - system ILS/DME BYD 109,100 MHz
- NDB BDG 388 kHz
- osłonę meteorologiczną:
  - lotniskową stację MET, automatyczny system pomiarowy Vaisala.
- W 2012 przedsiębiorstwo Skanska przeprowadziło remont generalny pasa startowego i drogi kołowania do płyty postojowej.

## Inwestycje

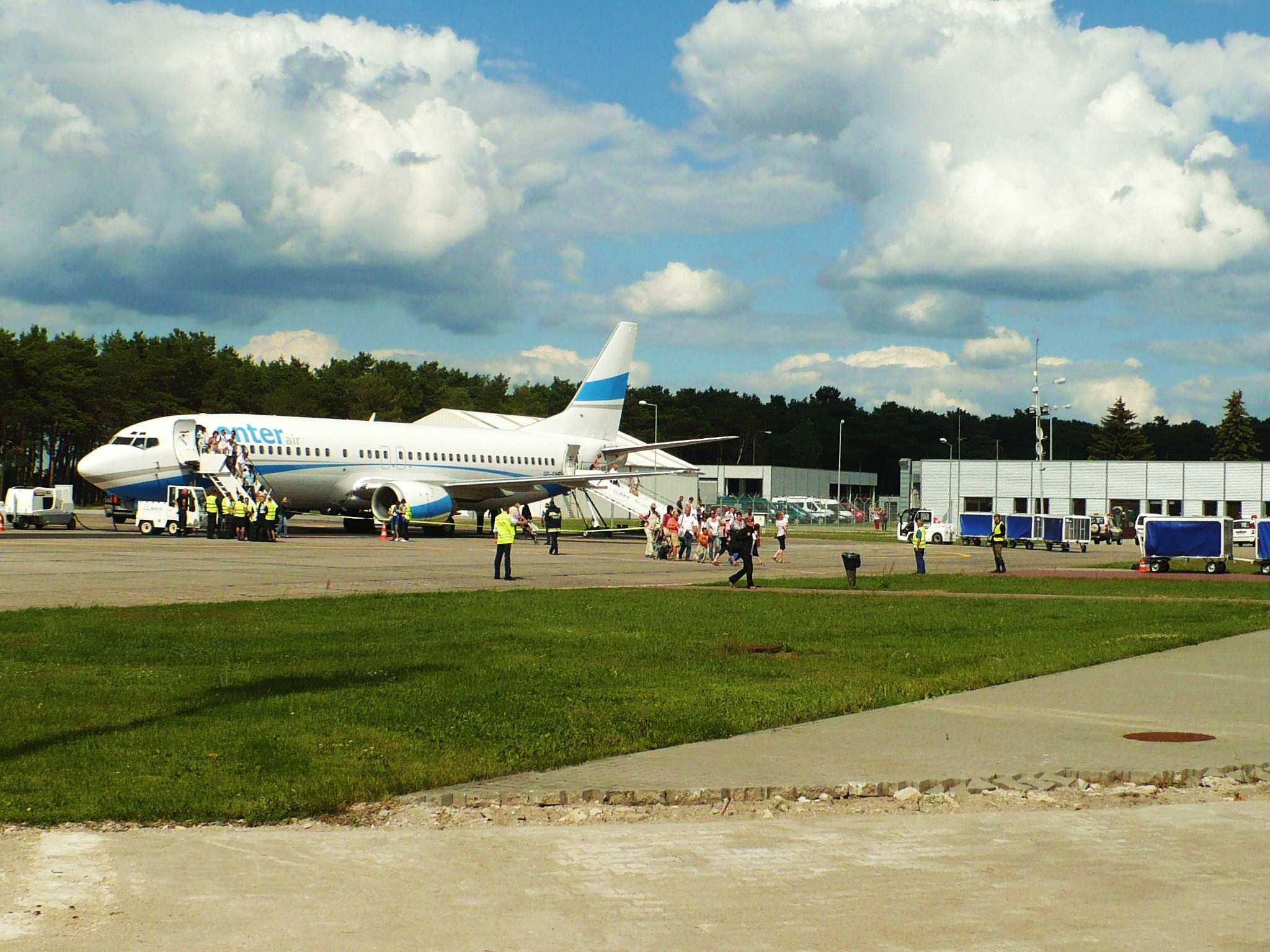
Boeing na lotnisku w Bydgoszczy, lipiec 2011

W 2015 rozpoczęto remont odnowienia pasa startowego, dróg kołowania oraz modernizację nawierzchni dróg technicznych.
Plan generalny dla Portu Lotniczego na lata 2014–2034 zakłada budowę na wydzielonym obszarze lotniska o pow. 50 ha farmy fotowoltaicznej o mocy 25 MW. W marcu 2022 ogłoszono przetarg na realizację tej inwestycji.

## Statystyki ruchu
Zobacz zapytanie i odniesienia źródłowe Wikidata o wartości.
| Rok  | Pasażerowie | Cargo (kg) | Operacje lotnicze |
| ---- | ----------- | ---------- | ----------------- |
| 1998 | 1451        | 80 000     | 449               |
| 1999 | 5340        | 120 000    | 1382              |
| 2000 | 14 089      | b.d.       | 1254              |
| 2001 | 6821        | b.d.       | 1969              |
| 2002 | 13 408      | b.d.       | 2342              |
| 2003 | 20 064      | b.d.       | 3378              |
| 2004 | 25 354      | 267 854    | 2359              |
| 2005 | 38 682      | 338 937    | 1359              |
| 2006 | 133 009     | 340 503    | 2685              |
| 2007 | 181 576     | 411 052    | 3092              |
| 2008 | 280 182     | 483 234    | 7518              |
| 2009 | 275 352     | 520 447    | 6376              |
| 2010 | 278 150     | 413 911    | 5799              |
| 2011 | 279 536     | 372 000    | 7537              |
| 2012 | 340 024     | 373 000    | 7424              |
| 2013 | 343 571     | 340 000    | 7299              |
| 2014 | 289 329     | 56 000     | 6076              |
| 2015 | 341 061     | b.d.       | 5793              |
| 2016 | 337 556     | b.d.       | 6574              |
| 2017 | 331 388     | b.d.       | 7838              |
| 2018 | 413 245     | b.d.       | 8763              |
| 2019 | 425 230     | b.d.       | 11 134            |
| 2020 | 127 959     | b.d.       | 6920              |
| 2021 | 99 303      | b.d.       | 6740              |
| 2022 | 253 361     | b.d.       | 8167              |
| 2023 | 366 037     | b.d.       |                   |
| 2024 | 366 355     | b.d.       |                   |